# Johann Rudolf Studer
Johann Rudolf Studer (* 15. Juni 1700 in Winterthur; †  1769 in Amsterdam) war ein Schweizer Maler.

## Leben
Studer war bei einem Maler namens Joachim Hettlinger in der Lehre. In Basel kopierte er nach Johann Rudolf Huber ein Porträt des Markgrafen Karl III. Wilhelm von Baden-Durlach und erregte dadurch Aufsehen. Er arbeitete vier Jahre bei Jean François de Troy in Paris. Studer malte in Genf und Neuenburg und liess sich 1735 in Bern für zwölf Jahre nieder. Anschliessend wirkte er in England und Holland.